# دنیلو ریابنکو
دنیلو ریابنکو (انگلیسی: Danylo Ryabenko؛ زادهٔ ۹ اکتبر ۱۹۹۸) بازیکن فوتبال اهل اوکراین است.